# Erythronium albidum
Erythronium albidum es una pequeña especie de planta fanerógama perteneciente a la familia de las liliáceas. Es originaria del este de Norteamérica, desde el sur de Quebec y sur de Manitoba hasta el sur de Georgia y Texas.

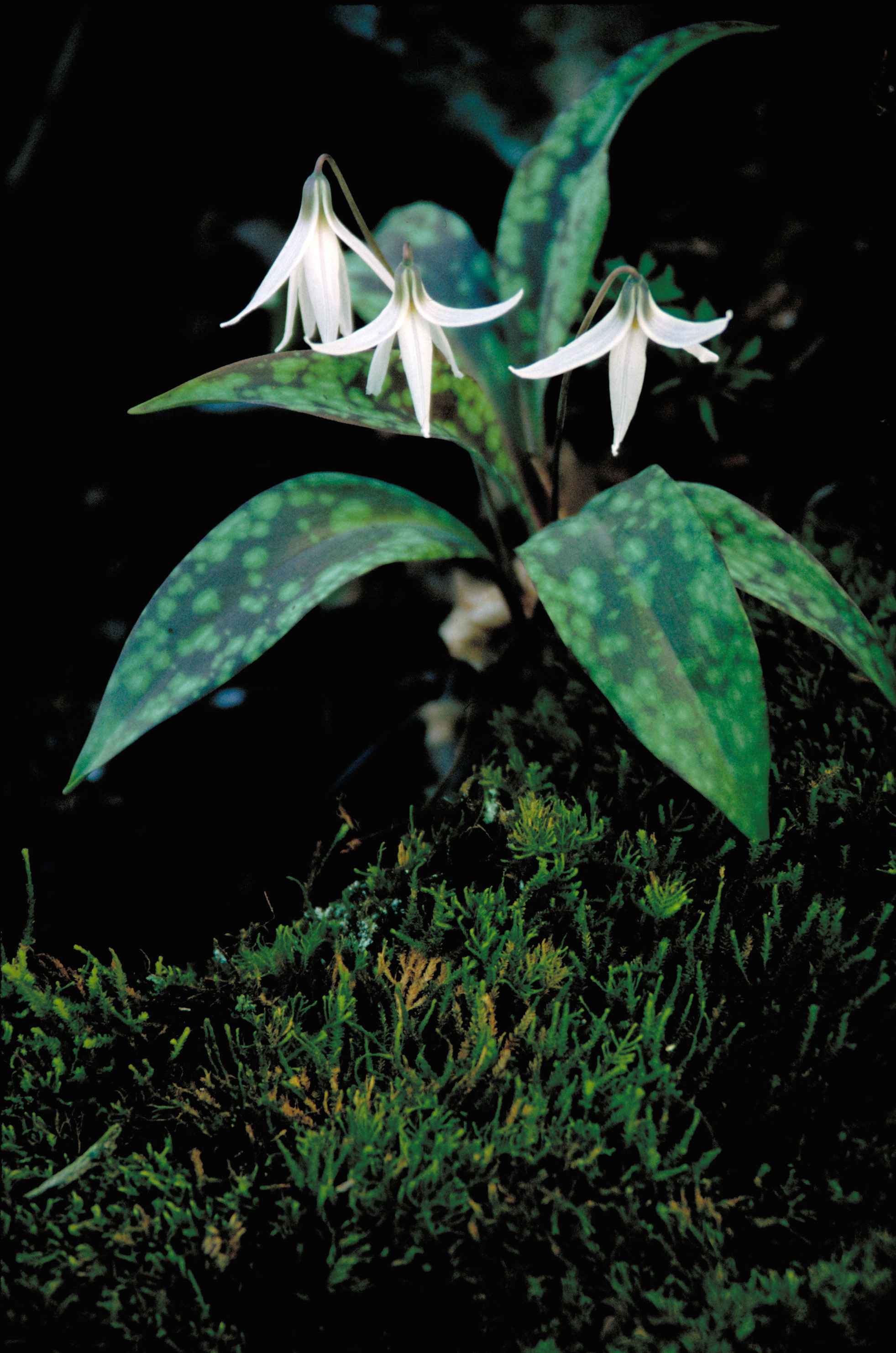
Detalle de la planta

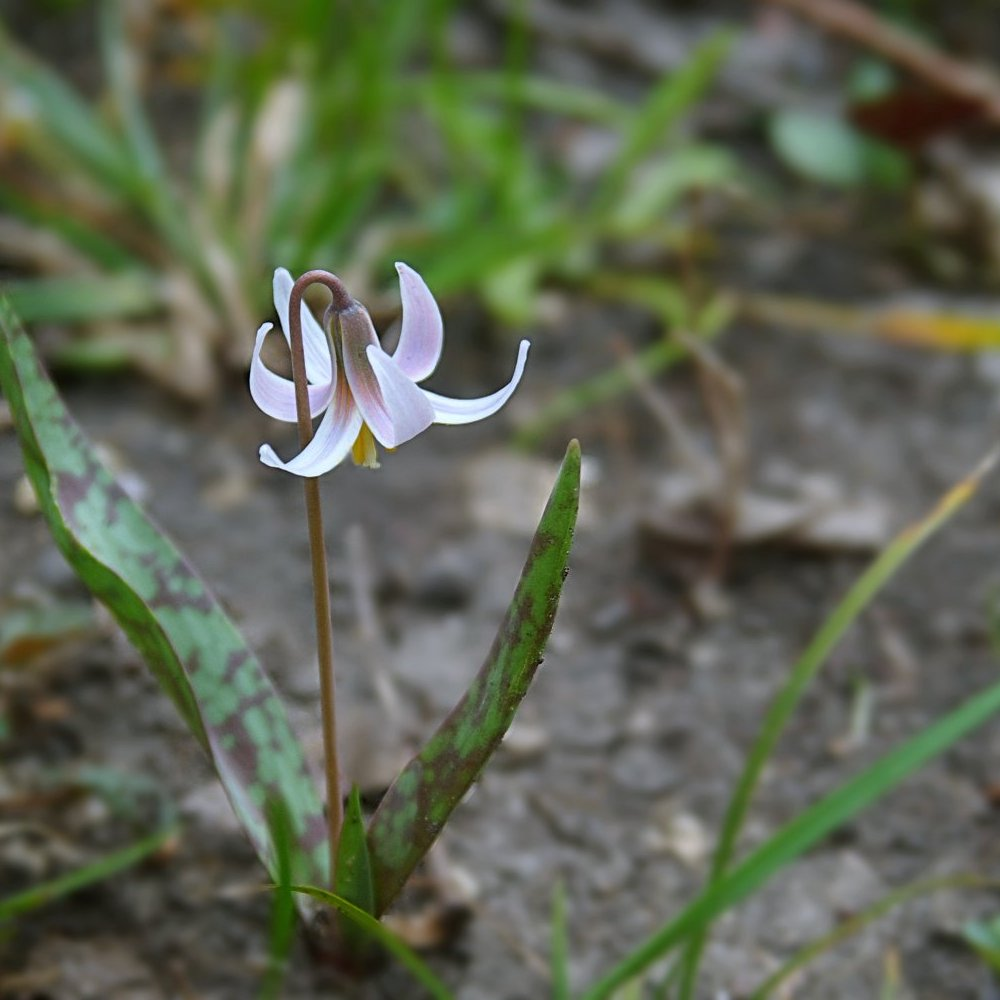
En su hábitat

## Descripción
Tiene tallos delgados que alcanzan los 10-15 cm de altura, que llevan dos hojas oblongas en cada tallo. Las hojas son lanceoladas, de 8-16 cm de largo y 3.4 cm de ancho, de color verde oscuro y cubiertas con un patrón moteado de manchas de color púrpura. Al final del tallo, la planta produce una flor de color blanco, semejante a un lirio de 3-4 cm de diámetro, con seis estambres amarillos. Las flores se doblan hacia abajo, y se alargan con la edad. Florece de mediados a finales de primavera.

## Hábitat
Las planta se encuentran principalmente agrupadas en grandes grupos en el suelo del bosque, a menudo en áreas alteradas. Prefiere para su crecimiento parte de sol pero en su mayoría a la sombra, humedad y los suelos limosos.

## Propiedades
Poco se sabe de los principios activos constituyentes, porque se ha hecho poca investigación. Como otros representantes de la familia Liliaceae esta planta ha sido utilizada por los efectos emolientes, supurativos y antiescorbúticos de sus raíces, bulbos y hojas cuando están frescos. A esto se añade los efectos eméticos de sus raíces, que no poseen otros representantes de su grupo, y que se pierde rápidamente al secarse o no conservarse correctamente. La raíz seca, que pierde su mal sabor característico, se utiliza para la alimentación.

## Taxonomía
Erythronium albidum fue descrita por  Thomas Nuttall    y publicado en The Genera of North American Plants 1: 223–224. 1818.
Etimología
Erythronium: nombre genérico que  se refiere al color de las flores de algunas de sus especies de color rojo (del griego erythros = rojo), aunque también pueden ser de color amarillo  o blanco.
albidum: epíteto latino que significa "de color blanco".